# Copa del Rey de fútbol 2020-21
La Copa del Rey de fútbol 2020-21 fue la edición número 117 de la competición nacional por eliminatorias del fútbol español. Participaron un total de 126 equipos, integrados por 42 equipos de Primera y Segunda División, 28 de Segunda B, 32 de Tercera División, 20 de las primeras divisiones regionales y los 4 semifinalistas de la Copa Federación.

## Formato
A falta de confirmación en la Asamblea General Extraordinaria de la RFEF, en el formato actual de la Copa del Rey jugarán un total de 116 equipos divididos en las siguientes categorías:
- 20 equipos de Primera División. Los cuatro clasificados para la Supercopa de España, entrarán en la tercera ronda eliminatoria (dieciseisavos de final).
- 22 equipos de Segunda División.
- 28 equipos de Segunda División B. Los siete primeros clasificados por cada grupo, que correrían en caso de que se encuentren entre ellos equipos filiales o dependientes.
- 32 equipos de Tercera División. Siempre que no sean filiales o dependientes, se clasificarán los 18 campeones, así como los 14 subcampeones con mejor coeficiente de cada grupo.
- 4 equipos semifinalistas de la Copa RFEF.
- 10 equipos de las primeras divisiones regionales. Saldrán resultantes de una eliminatoria previa entre los campeones de cada una de las veinte federaciones territoriales.

Para acceder a la final, se disputarán seis rondas eliminatorias, todas ellas a partido único a excepción de las semifinales, que se disputarán en formato de ida y vuelta. En la primera ronda eliminatoria, los 10 equipos procedentes de la Previa Interterritorial se emparejarán con 10 de Primera División. Los 28 equipos restantes de Primera y Segunda División se emparejarán con los 4 procedentes de la Copa RFEF, los 21 que competirán en Tercera división y tres de Segunda B. El resto de equipos de Segunda B se enfrentarán entre sí, quedando uno exento de esta primera ronda. Quedan exentos los equipos participantes de la Supercopa hasta dieciseisavos de final. Se jugarán un total de 55 partidos, con 111 equipos participantes. Los ganadores accederán a la Segunda ronda.
Todos los partidos se disputarán en campo del equipo de menor categoría. En caso de misma categoría será a sorteo puro, en el campo del primer equipo que salga en el sorteo.

## Calendario
La RFEF entregó al CSD el calendario de competición el 27 de agosto de 2020.
| Ronda                  | Sorteo                  | Fechas                              | Partidos | Clubes         | Detalles |
| ---------------------- | ----------------------- | ----------------------------------- | -------- | -------------- | --- |
| Preliminar             | 29 de octubre de 2020   | 11 de noviembre de 2020             | 10       | 20 → 10 (+102) | Incorporaciones: 20 equipos territoriales provenientes de cada Federación de Ámbito Autonómico, dos en el caso de Andalucía. Formato del sorteo: Los equipos se enfrentaron entre sí de acuerdo a criterios de proximidad geográfica . Equipo local: Los partidos se disputarán en el campo del equipo que salga en primer lugar en la extracción de las bolas Tipo de eliminatoria: Partido único |
| Primera ronda          | 16 de noviembre de 2020 | 15-17, 23 y 30 de diciembre de 2020 | 56       | 112 → 56       | Incorporaciones: Todos los equipos participantes restantes menos los cuatro participantes de la Supercopa de España. Formato del sorteo: Comenzará emparejándose a los 10 campeones de categoría territorial con equipos de Primera División. A continuación, se emparejarán los 6 clubes de Primera División restantes con clubes de Tercera División o semifinalistas de Copa RFEF. El resto de equipos de Tercera División o semifinalistas de Copa RFEF serán emparejados con equipos de Segunda División. Los 10 clubes restantes de Segunda División serán emparejados con equipos de Segunda División B y, por último, los 36 clubes restantes de Segunda División B se emparejarán entre sí. Equipo local: Los partidos se disputarán en las instalaciones deportivas del club de categoría inferior y, si fueren de la misma, en las de los clubes cuya bola hubiera sido extraída en primer lugar. Tipo de eliminatoria: Partido único |
| Segunda ronda          | 18 de diciembre de 2020 | 5-7 de enero de 2021                | 28       | 56 → 28 (+4)   | Formato del sorteo: Hasta donde sea posible, los clubes de inferior categoría se emparejarán contra los de mayor categoría. Equipo local: Los partidos se disputarán en las instalaciones deportivas del club de categoría inferior y, si fueren de la misma, en las de los clubes cuya bola hubiera sido extraída en primer lugar. Tipo de eliminatoria: Partido único |
| Dieciseisavos de final | 8 de enero de 2021      | 16-17, 20 y 21 de enero de 2021     | 16       | 32 → 16        | Incorporaciones: Los cuatro equipos participantes de la Supercopa de España. Formato del sorteo: Los 4 clubes de Primera División participantes en la Supercopa de España. serán emparejados con equipos de Segunda División B, Tercera o Territorial que hayan superado la eliminatoria anterior, comenzando por los que ostenten menor categoría. Los restantes clubes se emparejarán, hasta donde sea posible, los clubes de inferior categoría contra los de mayor categoría. Equipo local: Los partidos se disputarán en las instalaciones deportivas del club de categoría inferior y, si fueren de la misma, en las de los clubes cuya bola hubiera sido extraída en primer lugar. Tipo de eliminatoria: Partido único |
| Octavos de final       | 22 de enero de 2021     | 26-28 de enero de 2021              | 8        | 16 → 8         | Formato del sorteo: Hasta donde sea posible, se emparejarán los clubes de inferior categoría contra los de mayor categoría. Equipo local: Los partidos se disputarán en las instalaciones deportivas del club de categoría inferior y, si fueren de la misma, en las de los clubes cuya bola hubiera sido extraída en primer lugar. Tipo de eliminatoria: Partido único |
| Cuartos de final       | 29 de enero de 2021     | 2-4 de febrero de 2021              | 4        | 8 → 4          | Formato del sorteo: Sorteo puro, sin restricciones. Equipo local: Los partidos se disputarán en las instalaciones deportivas de los clubes cuya bola hubiera sido extraída en primer lugar. Tipo de eliminatoria: Partido único |
| Semifinales            | 5 de febrero de 2021    | 10-11 de febrero de 2021            | 4        | 4 → 2          | Formato del sorteo: Sorteo puro, sin restricciones Equipo local: Los partidos de ida se disputarán en las instalaciones deportivas de los clubes cuya bola hubiera sido extraída en primer lugar. Tipo de eliminatoria: Doble partido |
| Semifinales            | 5 de febrero de 2021    | 3-4 de marzo de 2021                | 4        | 4 → 2          | Formato del sorteo: Sorteo puro, sin restricciones Equipo local: Los partidos de ida se disputarán en las instalaciones deportivas de los clubes cuya bola hubiera sido extraída en primer lugar. Tipo de eliminatoria: Doble partido |
| Final                  | 5 de febrero de 2021    | 17 de abril de 2021                 | 1        | 2 → 1          | Partido único, en estadio "La Cartuja" (Sevilla) decidido por la RFEF. Clasificación para la UEFA Europa League: el campeón se clasifica para la fase de grupos |

Notas
- Las eliminatorias de doble partido imponen la regla de goles como visitante; las rondas de partido único, no.
- Los partidos que terminen en empate tras los 90 minutos, se decidirán en tiempo extra; y si persiste el empate, por penaltis.

## Participantes
Participan los veinte equipos de Primera, los veintidós de Segunda, veintiocho de Segunda B, treinta y dos de Tercera de la anterior temporada, además de diez equipos de la máxima categoría territorial y los cuatro semifinalistas de la Copa RFEF. Se indica con (S) los equipos que participan en la Supercopa y se incorporan en los dieciseisavos de final.
| Temporada 2019-20 | Temporada 2019-20 | Temporada 2019-20 | Temporada 2019-20 | Temporada 2020-21                                          | Temporada 2020-21 |
| 1.ª División (20 equipos) | 2.ª División (22 equipos) | 2.ª División "B" (28 equipos) | 3.ª División (32 equipos) | Copa RFEF (4 equipos)                                      | Territoriales (10 equipos) |
| Real Madrid C. F.S F.C. BarcelonaS C. Atlético de Madrid Sevilla F. C. Villarreal C.F. Real SociedadS Granada C.F. Getafe C.F. Valencia C. F. C.A. Osasuna Athletic ClubS Levante U.D. R. Valladolid C.F. S.D. Eibar Real Betis Deportivo Alavés R.C. Celta C. D. Leganés R. C. D. Mallorca R. C. D. Espanyol | S. D. Huesca Cádiz C.F. Elche C. F. R. Zaragoza U.D. Almería Girona F.C Rayo Vallecano C.F. Fuenlabrada U.D. Las Palmas A.D. Alcorcón C.D. Mirandés C.D. Tenerife R. Sporting Málaga C.F. R. Oviedo C. D. Lugo Albacete Balompié S.D. Ponferradina R. C. Deportivo C. D. Numancia Extremadura U.D. R. Racing Club | - Grupo I C.D. Atlético Baleares U.D. Ibiza S.C.R. Peña Deportiva Coruxo F.C. C.F. Rayo Majadahonda Internacional de Madrid Pontevedra C.F. - Grupo II U.D. Logroñés Cultural Leonesa S.D. Amorebieta Burgos C.F. C.D. Guijuelo C. Haro Deportivo C.D. Calahorra - Grupo III C.D. Castellón C. E. Sabadell F. C. U.E. Cornellá C. Lleida Esportiu U.E. Olot F.C. Andorra C.F. La Nucía - Grupo IV F.C. Cartagena Marbella F.C. C.D. Badajoz Yeclano Deportivo Córdoba C.F. San Fernando C.D. R.B. Linense | - Grupo I S.D. Compostela Ourense C.F. - Grupo II C.D. Lealtad U. D. Llanera - Grupo III C.D. Laredo Gimnástica de Torrelavega - Grupo IV Club Portugalete Sestao River Club - Grupo V C.E. L'Hospitalet Terrassa F.C. - Grupo VI C.D. Alcoyano - Grupo VII C.D.A. Navalcarnero - Grupo VIII Zamora C.F. Gimnástica Segoviana - Grupo IX Linares Deportivo C.D. El Ejido - Grupo X C.D. Ciudad de Lucena - Grupo XI U.D. Poblense C.D. Ibiza Islas Pitiusas - Grupo XII C.D. Marino - Grupo XIII C.F. Lorca Deportiva Atlético Pulpileño - Grupo XIV C.F. Villanovense C.D. Coria - Grupo XV U.D. Mutilvera A.D. San Juan - Grupo XVI S.D. Logroñés C.D. Varea - Grupo XVII S. D. Tarazona C.D. Teruel - Grupo XVIII U.D. Socuéllamos C.F. C.D. Quintanar del Rey | U.E. Llagostera Las Rozas C.F. UCAM Murcia C.F. S.D. Leioa | C.D. Anaitasuna Racing Rioja C.F. C.D. Ribadumia C.D. Cantolagua C.E. Cardassar U.D. Tomares Racing Murcia F.C. C.D. Rincón C.D. Buñol C.D. Marchamalo |

## Previa territorial
En algunas federaciones territoriales deben disputarse playoffs o partidos de desempate para que un equipo acceda a la previa interterritorial, normalmente son en aquellas territoriales cuya máxima categoría se compone de más de un grupo. Aun así, estas federaciones se reservan el derecho de elegir a su representante dependiendo de las fechas disponibles y la idoneidad de los partidos debido a la pandemia de coronavirus. Por ello, y para minimizar riesgos en esta situación excepcional, las territoriales pueden no organizar estos playoffs y designar a su representante por otros méritos, normalmente como primer clasificado con mejor coefiente de puntos.

| Local                 | Agr.         | Visitante                         | Ida | Vuelta | Notas      |
| --------------------- | ------------ | --------------------------------- | --- | ------ | ---------- |
| Viveiro C. F.         | 1-1 (3:4 p.) | C. D. Ribadumia                   | –   | –      | [ nota 1 ] |
| (1º) C. D. Anaitasuna | Triangular   | Aurrera KE (2º) / Urgatzi KK (3º) | –   | –      | [ nota 2 ] |
| C.D. Buñol            | 1–0          | C.D. Benicarló                    | –   | –      | [ nota 3 ] |
| Móstoles C.F.         | 0–0 (6:5 p.) | A. D. Complutense Alcalá          | –   | –      | [ nota 4 ] |
| Manzanares C. F.      | 0–1          | C. D. Marchamalo                  | 0–1 | 0–0    | [ nota 5 ] |
| C. E. Cardassar       | 1–1 (5:4 p.) | P. E. Sant Jordi                  | –   | –      | [ nota 6 ] |

1. ↑  Eliminatoria disputada el 11-10-2020. Además, el campeón, se proclama ganador de la Copa Campeones de Preferente.[3]
2. ↑  El C. D. Anaitasuna superó un triangular contra el C. D. Aurrera Ondarroa y el Urgatzi K.K..
3. ↑  En las semifinales el C.D. Benicarló superó el Villajoyosa CF por un global de 3–1 (1–0, 0–3) y el C.D. Buñol superó al UD Castellonense por un global de 3–2 (2–2, 0–1). Las semifinales se jugaron entre el 7 y 8 octubre (partidos de ida) y el 10 y 11 octubre (partidos de vuelta. La final de disputó el 14-10-2020. Además, el campeón, se proclama ganador de la Copa Campeones de Preferente.[4]
4. ↑  En la Federación Madrileña se disputa la Copa de Campeones de Preferente de Madrid, entre los campeones de grupo de los dos en el que se divide dicha categoría, el ganador jugará la Copa del Rey 2020-21.[5] Eliminatoria disputada el 11-10-2020.[6]
5. ↑  Eliminatoria disputada el 04-10-2020 y el 11-10-2020.
6. ↑  La semifinal entre Mercadal y Sant Jordi fue el 29-07-2020, con victoria en los penaltis por 7–6 del Sant Jordi tras empatar 1-1. La eliminatoria final fue disputada el 01-08-2020. Además, el campeón, se proclama ganador de la Copa Campeones de Preferente.[7]

## Previa interterritorial
En esta ronda previa, que se celebrará el 11 de noviembre de 2020, participarán los campeones de cada una de las veinte federaciones territoriales emparejados bajo criterios de proximidad geográfica en un sorteo que se celebró el 29 de octubre de 2020.
| Local                | Resultado    | Visitante                |
| -------------------- | ------------ | ------------------------ |
| Real Titánico        | 0–2          | C.D. Anaitasuna          |
| Racing Rioja C.F.    | 3–0          | C.D. Colegios Diocesanos |
| Miengo F.C.          | 0–1          | C.D. Ribadumia           |
| C.F. Montañesa       | 0–1          | C.D. Cantolagua          |
| C.E. Cardassar       | 0–0 (4–3 p.) | A.D.C.F. Épila           |
| U.D. Tomares         | 3–0          | C.P. Chinato             |
| AUGC Deportiva Ceuta | 0–3          | Racing Murcia F.C.       |
| C.F. Rusadir         | 1–2          | C.D. Rincón              |
| U.D. Guía            | 0–1          | C.D. Buñol               |
| Móstoles C.F.        | 0–0 (4–5 p.) | C.D. Marchamalo          |

## Primera ronda
Esta ronda es disputada por todos los equipos (salvo los cuatro participantes de la Supercopa) emparejados mediante un sorteo, donde los diez equipos procedentes de la previa interterritorial se emparejan con diez de Primera División de la actual temporada. Los seis equipos restantes de Primera más los 22 de Segunda de la presente temporada se emparejan con los cuatro procedentes de la Copa RFEF, y con los equipos de Tercera división y de Segunda B. Finalmente los equipos restantes de Segunda B se emparejan entre sí. En caso de rivales de la misma categoría, el campo quedaba decidido en el orden de extracción de las bolas y en caso contrario, en el campo del equipo de categoría inferior.
El sorteo se realizó el 16 de noviembre a la 13:00 en la La Cartuja. Estos fueron los emparejamientos:
| Local                     | Resultado   | Visitante             |
| ------------------------- | ----------- | --------------------- |
| Atlético Pulpileño        | 1–2         | C.D. Lugo             |
| C.D. Marchamalo           | 2–3 (t. s.) | S.D. Huesca           |
| U.D. Tomares              | 0–6         | C.A. Osasuna          |
| C.D. Cantolagua           | 0–5         | R. Valladolid C.F.    |
| Sestao River Club         | 0–2 (t. s.) | C.D. Tenerife         |
| Club Portugalete          | 1–0         | S.D. Ponferradina     |
| C.D. Ciudad de Lucena     | 0–3         | Sevilla F.C.          |
| Ourense C.F.              | 0–1 (t. s.) | C.D. Leganés          |
| C.D. Coria                | 2–3         | R. Oviedo             |
| Coruxo F.C.               | 0–4         | Málaga C.F.           |
| C.D. Lealtad              | 1–2         | A.D. Alcorcón         |
| Burgos C.F.               | 2–0         | F.C. Andorra          |
| C.D. Quintanar del Rey    | 1–2         | R. Sporting           |
| C.E. L'Hospitalet         | 1–4         | U.D. Almería          |
| San Fernando C.D.         | 0–2         | C.D. Castellón        |
| Córdoba C.F.              | 1–0         | Albacete Balompié     |
| C. D. Numancia            | 4–1         | C.F. Lorca Deportiva  |
| Racing Murcia F.C.        | 0–5         | Levante U.D.          |
| C.E. Cardassar            | 0–3         | C. Atlético de Madrid |
| Terrassa F.C.             | 2–4 (t. s.) | Valencia C.F.         |
| Las Rozas C.F.            | 1–0         | C.D. Mirandés         |
| U.E. Llagostera           | 0–1 (t. s.) | R.C.D. Espanyol       |
| C.D. Ibiza Islas Pitiusas | 0–2         | C.E. Sabadell F.C.    |
| C.D. Atlético Baleares    | 0–1         | C.F. Fuenlabrada      |
| S.D. Amorebieta           | 1–0         | U.D. Logroñés         |
| Internacional de Madrid   | 0–3         | Linares Deportivo     |
| Gimnástica de Torrelavega | 0–2 (t. s.) | R. Zaragoza           |
| C.D. Guijuelo             | 0–1         | R.C.D. Mallorca       |
| C.F. Rayo Majadahonda     | 1–2 (t. s.) | Yeclano Deportivo     |
| Marbella F.C.             | 1–0 (t. s.) | C. Lleida Esportiu    |
| C.D. Calahorra            | 0–1         | C.F. La Nucía         |
| C.D. Buñol                | 1–2         | Elche C.F.            |
| C.D. Rincón               | 0–2         | Deportivo Alavés      |
| S.D. Leioa                | 0–6         | Villarreal C.F.       |
| C.D. Marino               | 0–1         | U.E. Cornellá         |
| R. C. Deportivo           | 1–0         | C.D. El Ejido         |
| C.D.A. Navalcarnero       | 1–0         | C.D. Badajoz          |
| C.D. Anaitasuna           | 1–2         | Getafe C.F.           |
| C.D. Ribadumia            | 0–2         | Cádiz C.F.            |
| A.D. San Juan             | 0–2         | Granada C.F.          |
| Gimnástica Segoviana      | 0–2         | Girona F.C            |
| C.D. Teruel               | 2–3 (t. s.) | Rayo Vallecano        |
| U.D. Ibiza-Eivissa        | 2–1 (t. s.) | S.D. Compostela       |
| Cultural Leonesa          | 1–0         | C.F. Villanovense     |
| U.D. Mutilvera            | 1–0         | R. Racing Club        |
| UCAM Murcia C.F.          | 0–2         | Real Betis            |
| S.C.R. Peña Deportiva     | 4–1         | S.D. Tarazona         |
| C.D. Varea                | 0–4         | U.D. Las Palmas       |
| Pontevedra C.F.           | 2–1         | F.C. Cartagena        |
| C.D. Alcoyano             | 4–1         | C.D. Laredo           |
| Extremadura U.D.          | 1–2         | U.D. Socuéllamos C.F. |
| Racing Rioja C.F.         | 0–2         | S.D. Eibar            |
| U.D. Llanera              | 0–5         | R.C. Celta            |
| C. Haro Deportivo         | 2–1         | R.B. Linense          |
| Zamora C.F.               | 2–1         | S.D. Logroñés         |
| U.D. Poblense             | 1–2         | U.E. Olot             |

## Segunda ronda
Esta fase fue disputada a partido único por todos los equipos ganadores de la primera ronda, quedando exentos los 4 equipos participantes en la Supercopa. El sorteo de emparejamientos se realizó el 18 de diciembre de 2020 a la 13:00.
Se siguieron cumpliendo las normas de la anterior ronda por las que el partido sería siempre disputado en el campo del equipo de inferior categoría. Los equipos de Primera División quedaron emparejados con equipos de Tercera o Segunda División B supervivientes en el torneo. En caso de que los equipos enfrentados fueran de la misma categoría, la localía quedó decidida en el orden de extracción de las bolas. 
Se jugarán 28 partidos en los que participarán 56 clubes entre los días 5 y 7 de enero de 2021. 
La segunda ronda dio como principal sorpresa la eliminación del Atlético de Madrid, líder en solitario de la Primera División en el momento de la disputa de la eliminatoria y uno de los clubes favoritos para alzarse con el trofeo, que cayó eliminado por 1:0 frente a la Unió Esportiva Cornellà, de Segunda División B. También cayeron eliminados en esta ronda otros tres equipos de Primera División (Celta de Vigo, Getafe y Huesca), todos ellos a manos de conjuntos de Segunda División B. Otras sorpresas menores fueron la eliminación de dos equipos de Segunda, la UD Las Palmas y el Sabadell, también a manos de equipos de Segunda B. 
| Local                        | Resultado    | Visitante            |
| ---------------------------- | ------------ | -------------------- |
| U. D. Ibiza-Eivissa          | 5–2          | R. C. Celta de Vigo  |
| Córdoba C. F.                | 1–0          | Getafe C. F.         |
| Linares Deportivo            | 0–2          | Sevilla F. C.        |
| Zamora C. F.                 | 1–4          | Villarreal C. F.     |
| Marbella F. C.               | 2–3 (t. s.)  | Real Valladolid      |
| A. D. Alcorcón               | 2–1          | Real Zaragoza        |
| Club Portugalete             | 1–2          | Levante U. D.        |
| C. F. La Nucía               | 0–1          | Elche C. F.          |
| C. D. Numancia               | 1–2          | U. D. Almería        |
| U. D. Socuéllamos C. F.      | 0–2          | C. D. Leganés        |
| U. D. Mutilvera              | 1–3          | Real Betis           |
| Cultural Leonesa             | 1–2 (t. s.)  | Granada C. F.        |
| C. Haro Deportivo            | 1–3          | Rayo Vallecano       |
| C. D. A. Navalcarnero        | 1–0          | U. D. Las Palmas     |
| U. E. Cornellà F. C.         | 1–0          | Atlético de Madrid   |
| U. E. Olot                   | 0–3          | C. A. Osasuna        |
| R. C. Deportivo de la Coruña | 0–1          | Deportivo Alavés     |
| Burgos C. F.                 | 0–2          | R. C. D. Espanyol    |
| C. D. Castellón              | 0–2          | C. D. Tenerife       |
| C. F. Fuenlabrada            | 2–2 (7:6 p.) | R. C. D. Mallorca    |
| Málaga C. F.                 | 1–0 (t. s.)  | Real Oviedo          |
| S. C. R Peña Deportiva       | 0–0 (2:0 p.) | C. E. Sabadell F. C. |
| S. D. Amorebieta             | 0–1          | Sporting de Gijón    |
| Pontevedra C. F.             | 0–0 (4:5 p.) | Cádiz C. F.          |
| Yeclano Deportivo            | 1–4          | Valencia C. F.       |
| Girona F. C.                 | 2–1 (t. s.)  | C. D. Lugo           |
| C. D. Alcoyano               | 2–1          | S. D. Huesca         |
| Las Rozas C. F.              | 3–4 (t. s.)  | S. D. Eibar          |

## Cuadro final
|  | Dieciseisavos de final                            | Dieciseisavos de final                            |                         |                       | Octavos de final         | Octavos de final         |  |                       | Cuartos de final         | Cuartos de final         |  |                       | Semifinales                                                                          | Semifinales                                                                          | Semifinales                                                                          | Semifinales                                                                          |  |               | Final                                              | Final                                              |  |
|  | 16 y 17 de enero de 2021 20 y 21 de enero de 2021 | 16 y 17 de enero de 2021 20 y 21 de enero de 2021 |                         |                       | 26 a 28 de enero de 2021 | 26 a 28 de enero de 2021 |  |                       | 2 a 4 de febrero de 2021 | 2 a 4 de febrero de 2021 |  |                       | 10 de febrero y 11 de febrero de 2021 (ida) 3 de marzo y 4 de marzo de 2021 (vuelta) | 10 de febrero y 11 de febrero de 2021 (ida) 3 de marzo y 4 de marzo de 2021 (vuelta) | 10 de febrero y 11 de febrero de 2021 (ida) 3 de marzo y 4 de marzo de 2021 (vuelta) | 10 de febrero y 11 de febrero de 2021 (ida) 3 de marzo y 4 de marzo de 2021 (vuelta) |  |               | 17 de abril de 2021 Estadio de La Cartuja, Sevilla | 17 de abril de 2021 Estadio de La Cartuja, Sevilla |  |
|  |                                                   |                                                   |                         |                       |                          |                          |  |                       |                          |                          |  |                       |                                                                                      |                                                                                      |                                                                                      |                                                                                      |  |               |                                                    |                                                    |  |
|  |                                                   |                                                   |                         |                       |                          |                          |  |                       |                          |                          |  |                       |                                                                                      |                                                                                      |                                                                                      |                                                                                      |  |               |                                                    |                                                    |  |
|  | Sporting de Gijón                                 | 0                                                 |                         |                       |                          |                          |  |                       |                          |                          |  |                       |                                                                                      |                                                                                      |                                                                                      |                                                                                      |  |               |                                                    |                                                    |  |
|  | Sporting de Gijón                                 | 0                                                 |                         |                       |                          |                          |  |                       |                          |                          |  |                       |                                                                                      |                                                                                      |                                                                                      |                                                                                      |  |               |                                                    |                                                    |  |
|  | Real Betis                                        | 2                                                 |                         |                       |                          |                          |  |                       |                          |                          |  |                       |                                                                                      |                                                                                      |                                                                                      |                                                                                      |  |               |                                                    |                                                    |  |
|  | Real Betis                                        | 2                                                 |                         | Real Betis (t. s.)    | 3                        |                          |  |                       |                          |                          |  |                       |                                                                                      |                                                                                      |                                                                                      |                                                                                      |  |               |                                                    |                                                    |  |
|  |                                                   |                                                   |                         | Real Betis (t. s.)    | 3                        |                          |  |                       |                          |                          |  |                       |                                                                                      |                                                                                      |                                                                                      |                                                                                      |  |               |                                                    |                                                    |  |
|  |                                                   |                                                   | Real Sociedad           | 1                     |                          |                          |  |                       |                          |                          |  |                       |                                                                                      |                                                                                      |                                                                                      |                                                                                      |  |               |                                                    |                                                    |  |
|  | Córdoba C. F.                                     | 0                                                 | Real Sociedad           | 1                     |                          |                          |  |                       |                          |                          |  |                       |                                                                                      |                                                                                      |                                                                                      |                                                                                      |  |               |                                                    |                                                    |  |
|  | Córdoba C. F.                                     | 0                                                 |                         |                       |                          |                          |  |                       |                          |                          |  |                       |                                                                                      |                                                                                      |                                                                                      |                                                                                      |  |               |                                                    |                                                    |  |
|  | Real Sociedad                                     | 2                                                 |                         |                       |                          |                          |  |                       |                          |                          |  |                       |                                                                                      |                                                                                      |                                                                                      |                                                                                      |  |               |                                                    |                                                    |  |
|  | Real Sociedad                                     | 2                                                 |                         |                       |                          |                          |  | Real Betis            | 1 (1)                    |                          |  |                       |                                                                                      |                                                                                      |                                                                                      |                                                                                      |  |               |                                                    |                                                    |  |
|  |                                                   |                                                   |                         |                       |                          |                          |  | Real Betis            | 1 (1)                    |                          |  |                       |                                                                                      |                                                                                      |                                                                                      |                                                                                      |  |               |                                                    |                                                    |  |
|  |                                                   |                                                   | Athletic Club (p.)      | 1 (4)                 |                          |                          |  |                       |                          |                          |  |                       |                                                                                      |                                                                                      |                                                                                      |                                                                                      |  |               |                                                    |                                                    |  |
|  | C. D. Alcoyano (t. s.)                            | 2                                                 | Athletic Club (p.)      | 1 (4)                 |                          |                          |  |                       |                          |                          |  |                       |                                                                                      |                                                                                      |                                                                                      |                                                                                      |  |               |                                                    |                                                    |  |
|  | C. D. Alcoyano (t. s.)                            | 2                                                 |                         |                       |                          |                          |  |                       |                          |                          |  |                       |                                                                                      |                                                                                      |                                                                                      |                                                                                      |  |               |                                                    |                                                    |  |
|  | Real Madrid                                       | 1                                                 |                         |                       |                          |                          |  |                       |                          |                          |  |                       |                                                                                      |                                                                                      |                                                                                      |                                                                                      |  |               |                                                    |                                                    |  |
|  | Real Madrid                                       | 1                                                 |                         | C. D. Alcoyano        | 1                        |                          |  |                       |                          |                          |  |                       |                                                                                      |                                                                                      |                                                                                      |                                                                                      |  |               |                                                    |                                                    |  |
|  |                                                   |                                                   |                         | C. D. Alcoyano        | 1                        |                          |  |                       |                          |                          |  |                       |                                                                                      |                                                                                      |                                                                                      |                                                                                      |  |               |                                                    |                                                    |  |
|  |                                                   |                                                   | Athletic Club           | 2                     |                          |                          |  |                       |                          |                          |  |                       |                                                                                      |                                                                                      |                                                                                      |                                                                                      |  |               |                                                    |                                                    |  |
|  | U. D. Ibiza                                       | 1                                                 | Athletic Club           | 2                     |                          |                          |  |                       |                          |                          |  |                       |                                                                                      |                                                                                      |                                                                                      |                                                                                      |  |               |                                                    |                                                    |  |
|  | U. D. Ibiza                                       | 1                                                 |                         |                       |                          |                          |  |                       |                          |                          |  |                       |                                                                                      |                                                                                      |                                                                                      |                                                                                      |  |               |                                                    |                                                    |  |
|  | Athletic Club                                     | 2                                                 |                         |                       |                          |                          |  |                       |                          |                          |  |                       |                                                                                      |                                                                                      |                                                                                      |                                                                                      |  |               |                                                    |                                                    |  |
|  | Athletic Club                                     | 2                                                 |                         |                       |                          |                          |  |                       |                          |                          |  | Athletic Club (t. s.) | 1                                                                                    | 2                                                                                    | 3                                                                                    |                                                                                      |  |               |                                                    |                                                    |  |
|  |                                                   |                                                   |                         |                       |                          |                          |  |                       |                          |                          |  | Athletic Club (t. s.) | 1                                                                                    | 2                                                                                    | 3                                                                                    |                                                                                      |  |               |                                                    |                                                    |  |
|  |                                                   |                                                   | Levante U. D.           | 1                     | 1                        | 2                        |  |                       |                          |                          |  |                       |                                                                                      |                                                                                      |                                                                                      |                                                                                      |  |               |                                                    |                                                    |  |
|  | S. C. R. Peña Deportiva                           | 1                                                 | Levante U. D.           | 1                     | 1                        | 2                        |  |                       |                          |                          |  |                       |                                                                                      |                                                                                      |                                                                                      |                                                                                      |  |               |                                                    |                                                    |  |
|  | S. C. R. Peña Deportiva                           | 1                                                 |                         |                       |                          |                          |  |                       |                          |                          |  |                       |                                                                                      |                                                                                      |                                                                                      |                                                                                      |  |               |                                                    |                                                    |  |
|  | Real Valladolid (t. s.)                           | 4                                                 |                         |                       |                          |                          |  |                       |                          |                          |  |                       |                                                                                      |                                                                                      |                                                                                      |                                                                                      |  |               |                                                    |                                                    |  |
|  | Real Valladolid (t. s.)                           | 4                                                 |                         | Real Valladolid       | 2                        |                          |  |                       |                          |                          |  |                       |                                                                                      |                                                                                      |                                                                                      |                                                                                      |  |               |                                                    |                                                    |  |
|  |                                                   |                                                   |                         | Real Valladolid       | 2                        |                          |  |                       |                          |                          |  |                       |                                                                                      |                                                                                      |                                                                                      |                                                                                      |  |               |                                                    |                                                    |  |
|  |                                                   |                                                   | Levante U. D.           | 4                     |                          |                          |  |                       |                          |                          |  |                       |                                                                                      |                                                                                      |                                                                                      |                                                                                      |  |               |                                                    |                                                    |  |
|  | C. F. Fuenlabrada                                 | 1 (2)                                             | Levante U. D.           | 4                     |                          |                          |  |                       |                          |                          |  |                       |                                                                                      |                                                                                      |                                                                                      |                                                                                      |  |               |                                                    |                                                    |  |
|  | C. F. Fuenlabrada                                 | 1 (2)                                             |                         |                       |                          |                          |  |                       |                          |                          |  |                       |                                                                                      |                                                                                      |                                                                                      |                                                                                      |  |               |                                                    |                                                    |  |
|  | Levante U. D. (p.)                                | 1 (4)                                             |                         |                       |                          |                          |  |                       |                          |                          |  |                       |                                                                                      |                                                                                      |                                                                                      |                                                                                      |  |               |                                                    |                                                    |  |
|  | Levante U. D. (p.)                                | 1 (4)                                             |                         |                       |                          |                          |  | Levante U. D. (t. s.) | 1                        |                          |  |                       |                                                                                      |                                                                                      |                                                                                      |                                                                                      |  |               |                                                    |                                                    |  |
|  |                                                   |                                                   |                         |                       |                          |                          |  | Levante U. D. (t. s.) | 1                        |                          |  |                       |                                                                                      |                                                                                      |                                                                                      |                                                                                      |  |               |                                                    |                                                    |  |
|  |                                                   |                                                   | Villarreal C. F.        | 0                     |                          |                          |  |                       |                          |                          |  |                       |                                                                                      |                                                                                      |                                                                                      |                                                                                      |  |               |                                                    |                                                    |  |
|  | Girona F. C.                                      | 2                                                 | Villarreal C. F.        | 0                     |                          |                          |  |                       |                          |                          |  |                       |                                                                                      |                                                                                      |                                                                                      |                                                                                      |  |               |                                                    |                                                    |  |
|  | Girona F. C.                                      | 2                                                 |                         |                       |                          |                          |  |                       |                          |                          |  |                       |                                                                                      |                                                                                      |                                                                                      |                                                                                      |  |               |                                                    |                                                    |  |
|  | Cádiz C. F.                                       | 0                                                 |                         |                       |                          |                          |  |                       |                          |                          |  |                       |                                                                                      |                                                                                      |                                                                                      |                                                                                      |  |               |                                                    |                                                    |  |
|  | Cádiz C. F.                                       | 0                                                 |                         | Girona F. C.          | 0                        |                          |  |                       |                          |                          |  |                       |                                                                                      |                                                                                      |                                                                                      |                                                                                      |  |               |                                                    |                                                    |  |
|  |                                                   |                                                   |                         | Girona F. C.          | 0                        |                          |  |                       |                          |                          |  |                       |                                                                                      |                                                                                      |                                                                                      |                                                                                      |  |               |                                                    |                                                    |  |
|  |                                                   |                                                   | Villarreal C. F.        | 1                     |                          |                          |  |                       |                          |                          |  |                       |                                                                                      |                                                                                      |                                                                                      |                                                                                      |  |               |                                                    |                                                    |  |
|  | C. D. Tenerife                                    | 0                                                 | Villarreal C. F.        | 1                     |                          |                          |  |                       |                          |                          |  |                       |                                                                                      |                                                                                      |                                                                                      |                                                                                      |  |               |                                                    |                                                    |  |
|  | C. D. Tenerife                                    | 0                                                 |                         |                       |                          |                          |  |                       |                          |                          |  |                       |                                                                                      |                                                                                      |                                                                                      |                                                                                      |  |               |                                                    |                                                    |  |
|  | Villarreal C. F.                                  | 1                                                 |                         |                       |                          |                          |  |                       |                          |                          |  |                       |                                                                                      |                                                                                      |                                                                                      |                                                                                      |  |               |                                                    |                                                    |  |
|  | Villarreal C. F.                                  | 1                                                 |                         |                       |                          |                          |  |                       |                          |                          |  |                       |                                                                                      |                                                                                      |                                                                                      |                                                                                      |  | Athletic Club | 0                                                  |                                                    |  |
|  |                                                   |                                                   |                         |                       |                          |                          |  |                       |                          |                          |  |                       |                                                                                      |                                                                                      |                                                                                      |                                                                                      |  | Athletic Club | 0                                                  |                                                    |  |
|  |                                                   |                                                   | F. C. Barcelona         | 4                     |                          |                          |  |                       |                          |                          |  |                       |                                                                                      |                                                                                      |                                                                                      |                                                                                      |  |               |                                                    |                                                    |  |
|  | U. D. Almería                                     | 5                                                 | F. C. Barcelona         | 4                     |                          |                          |  |                       |                          |                          |  |                       |                                                                                      |                                                                                      |                                                                                      |                                                                                      |  |               |                                                    |                                                    |  |
|  | U. D. Almería                                     | 5                                                 |                         |                       |                          |                          |  |                       |                          |                          |  |                       |                                                                                      |                                                                                      |                                                                                      |                                                                                      |  |               |                                                    |                                                    |  |
|  | Deportivo Alavés                                  | 0                                                 |                         |                       |                          |                          |  |                       |                          |                          |  |                       |                                                                                      |                                                                                      |                                                                                      |                                                                                      |  |               |                                                    |                                                    |  |
|  | Deportivo Alavés                                  | 0                                                 |                         | U. D. Almería (p.)    | 0 (5)                    |                          |  |                       |                          |                          |  |                       |                                                                                      |                                                                                      |                                                                                      |                                                                                      |  |               |                                                    |                                                    |  |
|  |                                                   |                                                   |                         | U. D. Almería (p.)    | 0 (5)                    |                          |  |                       |                          |                          |  |                       |                                                                                      |                                                                                      |                                                                                      |                                                                                      |  |               |                                                    |                                                    |  |
|  |                                                   |                                                   | C. A. Osasuna           | 0 (4)                 |                          |                          |  |                       |                          |                          |  |                       |                                                                                      |                                                                                      |                                                                                      |                                                                                      |  |               |                                                    |                                                    |  |
|  | R. C. D. Espanyol                                 | 0                                                 | C. A. Osasuna           | 0 (4)                 |                          |                          |  |                       |                          |                          |  |                       |                                                                                      |                                                                                      |                                                                                      |                                                                                      |  |               |                                                    |                                                    |  |
|  | R. C. D. Espanyol                                 | 0                                                 |                         |                       |                          |                          |  |                       |                          |                          |  |                       |                                                                                      |                                                                                      |                                                                                      |                                                                                      |  |               |                                                    |                                                    |  |
|  | C. A. Osasuna                                     | 2                                                 |                         |                       |                          |                          |  |                       |                          |                          |  |                       |                                                                                      |                                                                                      |                                                                                      |                                                                                      |  |               |                                                    |                                                    |  |
|  | C. A. Osasuna                                     | 2                                                 |                         |                       |                          |                          |  | U. D. Almería         | 0                        |                          |  |                       |                                                                                      |                                                                                      |                                                                                      |                                                                                      |  |               |                                                    |                                                    |  |
|  |                                                   |                                                   |                         |                       |                          |                          |  | U. D. Almería         | 0                        |                          |  |                       |                                                                                      |                                                                                      |                                                                                      |                                                                                      |  |               |                                                    |                                                    |  |
|  |                                                   |                                                   | Sevilla F. C.           | 1                     |                          |                          |  |                       |                          |                          |  |                       |                                                                                      |                                                                                      |                                                                                      |                                                                                      |  |               |                                                    |                                                    |  |
|  | C. D. Leganés                                     | 0                                                 | Sevilla F. C.           | 1                     |                          |                          |  |                       |                          |                          |  |                       |                                                                                      |                                                                                      |                                                                                      |                                                                                      |  |               |                                                    |                                                    |  |
|  | C. D. Leganés                                     | 0                                                 |                         |                       |                          |                          |  |                       |                          |                          |  |                       |                                                                                      |                                                                                      |                                                                                      |                                                                                      |  |               |                                                    |                                                    |  |
|  | Sevilla F. C.                                     | 1                                                 |                         |                       |                          |                          |  |                       |                          |                          |  |                       |                                                                                      |                                                                                      |                                                                                      |                                                                                      |  |               |                                                    |                                                    |  |
|  | Sevilla F. C.                                     | 1                                                 |                         | Sevilla F. C.         | 3                        |                          |  |                       |                          |                          |  |                       |                                                                                      |                                                                                      |                                                                                      |                                                                                      |  |               |                                                    |                                                    |  |
|  |                                                   |                                                   |                         | Sevilla F. C.         | 3                        |                          |  |                       |                          |                          |  |                       |                                                                                      |                                                                                      |                                                                                      |                                                                                      |  |               |                                                    |                                                    |  |
|  |                                                   |                                                   | Valencia C. F.          | 0                     |                          |                          |  |                       |                          |                          |  |                       |                                                                                      |                                                                                      |                                                                                      |                                                                                      |  |               |                                                    |                                                    |  |
|  | A. D. Alcorcón                                    | 0                                                 | Valencia C. F.          | 0                     |                          |                          |  |                       |                          |                          |  |                       |                                                                                      |                                                                                      |                                                                                      |                                                                                      |  |               |                                                    |                                                    |  |
|  | A. D. Alcorcón                                    | 0                                                 |                         |                       |                          |                          |  |                       |                          |                          |  |                       |                                                                                      |                                                                                      |                                                                                      |                                                                                      |  |               |                                                    |                                                    |  |
|  | Valencia C. F.                                    | 2                                                 |                         |                       |                          |                          |  |                       |                          |                          |  |                       |                                                                                      |                                                                                      |                                                                                      |                                                                                      |  |               |                                                    |                                                    |  |
|  | Valencia C. F.                                    | 2                                                 |                         |                       |                          |                          |  |                       |                          |                          |  | Sevilla F. C.         | 2                                                                                    | 0                                                                                    | 2                                                                                    |                                                                                      |  |               |                                                    |                                                    |  |
|  |                                                   |                                                   |                         |                       |                          |                          |  |                       |                          |                          |  | Sevilla F. C.         | 2                                                                                    | 0                                                                                    | 2                                                                                    |                                                                                      |  |               |                                                    |                                                    |  |
|  |                                                   |                                                   | F. C. Barcelona (t. s.) | 0                     | 3                        | 3                        |  |                       |                          |                          |  |                       |                                                                                      |                                                                                      |                                                                                      |                                                                                      |  |               |                                                    |                                                    |  |
|  | C. D. A. Navalcarnero                             | 3                                                 | F. C. Barcelona (t. s.) | 0                     | 3                        | 3                        |  |                       |                          |                          |  |                       |                                                                                      |                                                                                      |                                                                                      |                                                                                      |  |               |                                                    |                                                    |  |
|  | C. D. A. Navalcarnero                             | 3                                                 |                         |                       |                          |                          |  |                       |                          |                          |  |                       |                                                                                      |                                                                                      |                                                                                      |                                                                                      |  |               |                                                    |                                                    |  |
|  | S. D. Eibar                                       | 1                                                 |                         |                       |                          |                          |  |                       |                          |                          |  |                       |                                                                                      |                                                                                      |                                                                                      |                                                                                      |  |               |                                                    |                                                    |  |
|  | S. D. Eibar                                       | 1                                                 |                         | C. D. A. Navalcarnero | 0                        |                          |  |                       |                          |                          |  |                       |                                                                                      |                                                                                      |                                                                                      |                                                                                      |  |               |                                                    |                                                    |  |
|  |                                                   |                                                   |                         | C. D. A. Navalcarnero | 0                        |                          |  |                       |                          |                          |  |                       |                                                                                      |                                                                                      |                                                                                      |                                                                                      |  |               |                                                    |                                                    |  |
|  |                                                   |                                                   | Granada C. F.           | 6                     |                          |                          |  |                       |                          |                          |  |                       |                                                                                      |                                                                                      |                                                                                      |                                                                                      |  |               |                                                    |                                                    |  |
|  | Málaga C. F.                                      | 1                                                 | Granada C. F.           | 6                     |                          |                          |  |                       |                          |                          |  |                       |                                                                                      |                                                                                      |                                                                                      |                                                                                      |  |               |                                                    |                                                    |  |
|  | Málaga C. F.                                      | 1                                                 |                         |                       |                          |                          |  |                       |                          |                          |  |                       |                                                                                      |                                                                                      |                                                                                      |                                                                                      |  |               |                                                    |                                                    |  |
|  | Granada C. F.                                     | 2                                                 |                         |                       |                          |                          |  |                       |                          |                          |  |                       |                                                                                      |                                                                                      |                                                                                      |                                                                                      |  |               |                                                    |                                                    |  |
|  | Granada C. F.                                     | 2                                                 |                         |                       |                          |                          |  | Granada C. F.         | 3                        |                          |  |                       |                                                                                      |                                                                                      |                                                                                      |                                                                                      |  |               |                                                    |                                                    |  |
|  |                                                   |                                                   |                         |                       |                          |                          |  | Granada C. F.         | 3                        |                          |  |                       |                                                                                      |                                                                                      |                                                                                      |                                                                                      |  |               |                                                    |                                                    |  |
|  |                                                   |                                                   | F. C. Barcelona (t. s.) | 5                     |                          |                          |  |                       |                          |                          |  |                       |                                                                                      |                                                                                      |                                                                                      |                                                                                      |  |               |                                                    |                                                    |  |
|  | Rayo Vallecano                                    | 2                                                 | F. C. Barcelona (t. s.) | 5                     |                          |                          |  |                       |                          |                          |  |                       |                                                                                      |                                                                                      |                                                                                      |                                                                                      |  |               |                                                    |                                                    |  |
|  | Rayo Vallecano                                    | 2                                                 |                         |                       |                          |                          |  |                       |                          |                          |  |                       |                                                                                      |                                                                                      |                                                                                      |                                                                                      |  |               |                                                    |                                                    |  |
|  | Elche C. F.                                       | 0                                                 |                         |                       |                          |                          |  |                       |                          |                          |  |                       |                                                                                      |                                                                                      |                                                                                      |                                                                                      |  |               |                                                    |                                                    |  |
|  | Elche C. F.                                       | 0                                                 |                         | Rayo Vallecano        | 1                        |                          |  |                       |                          |                          |  |                       |                                                                                      |                                                                                      |                                                                                      |                                                                                      |  |               |                                                    |                                                    |  |
|  |                                                   |                                                   |                         | Rayo Vallecano        | 1                        |                          |  |                       |                          |                          |  |                       |                                                                                      |                                                                                      |                                                                                      |                                                                                      |  |               |                                                    |                                                    |  |
|  |                                                   |                                                   | F. C. Barcelona         | 2                     |                          |                          |  |                       |                          |                          |  |                       |                                                                                      |                                                                                      |                                                                                      |                                                                                      |  |               |                                                    |                                                    |  |
|  | U. E. Cornellà                                    | 0                                                 | F. C. Barcelona         | 2                     |                          |                          |  |                       |                          |                          |  |                       |                                                                                      |                                                                                      |                                                                                      |                                                                                      |  |               |                                                    |                                                    |  |
|  | U. E. Cornellà                                    | 0                                                 |                         |                       |                          |                          |  |                       |                          |                          |  |                       |                                                                                      |                                                                                      |                                                                                      |                                                                                      |  |               |                                                    |                                                    |  |
|  | F. C. Barcelona (t. s.)                           | 2                                                 |                         |                       |                          |                          |  |                       |                          |                          |  |                       |                                                                                      |                                                                                      |                                                                                      |                                                                                      |  |               |                                                    |                                                    |  |
|  | F. C. Barcelona (t. s.)                           | 2                                                 |                         |                       |                          |                          |  |                       |                          |                          |  |                       |                                                                                      |                                                                                      |                                                                                      |                                                                                      |  |               |                                                    |                                                    |  |
|  |                                                   |                                                   |                         |                       |                          |                          |  |                       |                          |                          |  |                       |                                                                                      |                                                                                      |                                                                                      |                                                                                      |  |               |                                                    |                                                    |  |

### Dieciseisavos de final
Los dieciseisavos de final los disputan los 28 ganadores de la segunda ronda más los cuatro participantes de la Supercopa. En caso de rivales de la misma categoría, el campo se decide por el orden de extracción de las bolas, siendo, en caso contrario, en el campo del equipo de categoría inferior. Se juegan un total de 16 partidos, con 32 equipos participantes, en enero de 2021, accediendo los ganadores a los octavos de final.
| Local                   | Resultado      | Visitante        |
| ----------------------- | -------------- | ---------------- |
| Sporting de Gijón       | 0–2            | Real Betis       |
| C. D. A. Navalcarnero   | 3–1            | S. D. Eibar      |
| A. D. Alcorcón          | 0–2            | Valencia C. F.   |
| C. D. Tenerife          | 0–1            | Villarreal C. F. |
| Córdoba C. F.           | 0–2            | Real Sociedad    |
| C. D. Alcoyano          | 2–1 (t. s.)    | Real Madrid      |
| U. D. Ibiza             | 1–2            | Athletic Club    |
| U. E. Cornellà F. C.    | 0–2 (t. s.)    | F. C. Barcelona  |
| S. C. R. Peña Deportiva | 1–4 (t. s.)    | Real Valladolid  |
| U. D. Almería           | 5–0            | Deportivo Alavés |
| Girona F. C.            | 2–0            | Cádiz C. F.      |
| C. F. Fuenlabrada       | 1–1 (2:4 pen.) | Levante U. D.    |
| C. D. Leganés           | 0–1 (t. s.)    | Sevilla F. C.    |
| Rayo Vallecano          | 2–0            | Elche C. F.      |
| Málaga C. F.            | 1–2            | Granada C. F.    |
| R. C. D. Espanyol       | 0–2            | C. A. Osasuna    |

### Octavos de final
Los octavos de final los disputan todos los equipos ganadores de la ronda anterior, emparejando por sorteo hasta donde sea posible, a los clubs de Segunda B o Tercera que permanezcan en la competición, con los conjuntos supervivientes de Primera y Segunda. En caso de rivales de la misma categoría, el campo queda decidido por el orden de extracción de las bolas, siendo en caso contrario iniciado por el campo del equipo de categoría inferior. 
| Local                 | Resultado      | Visitante        |
| --------------------- | -------------- | ---------------- |
| U. D. Almería         | 0–0 (5:4 pen.) | C. A. Osasuna    |
| Rayo Vallecano        | 1–2            | F. C. Barcelona  |
| C. D. A. Navalcarnero | 0–6            | Granada C. F.    |
| C. D. Alcoyano        | 1–2            | Athletic Club    |
| Real Valladolid       | 2–4            | Levante U. D.    |
| Girona F. C.          | 0–1            | Villarreal C. F. |
| Real Betis            | 3–1 (t. s.)    | Real Sociedad    |
| Sevilla F. C.         | 3–0            | Valencia C. F.   |

### Cuartos de final
Los cuartos de final los disputan todos los equipos ganadores de la ronda anterior, emparejados por sorteo puro. En caso de rivales de la misma categoría, el campo queda decidido por el orden de extracción de las bolas, siendo en caso contrario iniciado por el campo del equipo de categoría inferior. Se juegan un total de 4 partidos, con 8 equipos participantes, del 2 al 4 de febrero de 2021. Los ganadores acceden a las semifinales.
| Local         | Resultado      | Visitante        |
| ------------- | -------------- | ---------------- |
| U. D. Almería | 0–1            | Sevilla F. C.    |
| Levante U. D. | 1–0 (t. s.)    | Villarreal C. F. |
| Granada C. F. | 3–5 (t. s.)    | F. C. Barcelona  |
| Real Betis    | 1–1 (1:4 pen.) | Athletic Club    |

### Semifinales
Las semifinales serán disputadas por los cuatro equipos ganadores de la ronda anterior, siendo emparejados por sorteo puro. Se jugarán un total de 4 partidos (ida y vuelta) entre los 4 equipos participantes. Al darse la eliminatoria por doble partido, la ida se jugará en febrero de 2021, mientras que la vuelta será en marzo de 2021. Los ganadores accederán a la final.
| Equipo 1      | Agr.        | Equipo 2        | Ida | Vuelta |
| ------------- | ----------- | --------------- | --- | ------ |
| Sevilla F. C. | 2–3 (t. s.) | F. C. Barcelona | 2–0 | 0–3    |
| Athletic Club | 3–2 (t. s.) | Levante U. D.   | 1–1 | 2–1    |

### Final
| 1     | POR   | Unai Simón       |     |
| 18    | DEF   | Óscar de Marcos  |     |
| 6     | DEF   | Yeray Álvarez    | 67' |
| 4     | DEF   | Íñigo Martínez   |     |
| 24    | DEF   | Mikel Balenziaga |     |
| 12    | MED   | Álex Berenguer   | 54' |
| 14    | MED   | Dani García      |     |
| 8     | MED   | Unai López       | 67' |
| 10    | MED   | Iker Muniain     | 46' |
| 9     | DEL   | Iñaki Williams   | 67' |
| 22    | DEL   | Raúl García      |     |
| D. T. | D. T. | Marcelino        |     |

| 1     | POR   | Marc-André ter Stegen |     |
| 28    | DEF   | Óscar Mingueza        | 87' |
| 3     | DEF   | Gerard Piqué          | 82' |
| 15    | DEF   | Clément Lenglet       |     |
| 5     | MED   | Sergio Busquets       |     |
| 2     | MED   | Sergiño Dest          | 74' |
| 21    | MED   | Frenkie de Jong       |     |
| 16    | MED   | Pedri                 | 81' |
| 18    | MED   | Jordi Alba            |     |
| 10    | DEL   | Lionel Messi          |     |
| 7     | DEL   | Antoine Griezmann     | 88' |
| D. T. | D. T. | Ronald Koeman         |     |

| 15 | DEF | Iñigo Lekue      | 46' |
| 6  | MED | Mikel Vesga      | 54' |
| 3  | DEF | Unai Núñez       | 67' |
| 20 | DEL | Asier Villalibre | 67' |
| 17 | DEF | Yuri Berchiche   | 67' |

| 20 | DEF | Sergi Roberto      | 74' |
| 27 | MED | Ilaix Moriba       | 81' |
| 4  | DEF | Ronald Araújo      | 82' |
| 9  | DEL | Martin Braithwaite | 87' |
| 11 | DEL | Ousmane Dembélé    | 88' |

| 60' · 63' · 68' · 72' | Antoine Griezmann Frenkie de Jong Lionel Messi | 0:1 0:2 0:3 0:4 |

| 39' · 90' | Dani García Yuri Berchiche |

| Principal  | Martínez Munuera  |
| Asistentes | Barbero Sevilla   |
|            | Cabañero Martínez |
| Cuarto     | Cuadra Fernández  |
| Quinto     | Martínez Munuera  |

| VAR            | González González   |
| Asistentes VAR | Iglesias Villanueva |

|                    |     |     |
| Tiros              | 7   | 14  |
| Tiros a puerta     | 1   | 8   |
| Faltas             | 13  | 13  |
| Saques de esquina  | 4   | 4   |
| Penaltis           | 0   | 0   |
| Fueras de juego    | 1   | 2   |
| Posesión del balón | 23% | 77% |

| Alineación inicial |

| 1     | POR   | Unai Simón       |     |
| 18    | DEF   | Óscar de Marcos  |     |
| 6     | DEF   | Yeray Álvarez    | 67' |
| 4     | DEF   | Íñigo Martínez   |     |
| 24    | DEF   | Mikel Balenziaga |     |
| 12    | MED   | Álex Berenguer   | 54' |
| 14    | MED   | Dani García      |     |
| 8     | MED   | Unai López       | 67' |
| 10    | MED   | Iker Muniain     | 46' |
| 9     | DEL   | Iñaki Williams   | 67' |
| 22    | DEL   | Raúl García      |     |
| D. T. | D. T. | Marcelino        |     |

| 1     | POR   | Marc-André ter Stegen |     |
| 28    | DEF   | Óscar Mingueza        | 87' |
| 3     | DEF   | Gerard Piqué          | 82' |
| 15    | DEF   | Clément Lenglet       |     |
| 5     | MED   | Sergio Busquets       |     |
| 2     | MED   | Sergiño Dest          | 74' |
| 21    | MED   | Frenkie de Jong       |     |
| 16    | MED   | Pedri                 | 81' |
| 18    | MED   | Jordi Alba            |     |
| 10    | DEL   | Lionel Messi          |     |
| 7     | DEL   | Antoine Griezmann     | 88' |
| D. T. | D. T. | Ronald Koeman         |     |

| 15 | DEF | Iñigo Lekue      | 46' |
| 6  | MED | Mikel Vesga      | 54' |
| 3  | DEF | Unai Núñez       | 67' |
| 20 | DEL | Asier Villalibre | 67' |
| 17 | DEF | Yuri Berchiche   | 67' |

| 20 | DEF | Sergi Roberto      | 74' |
| 27 | MED | Ilaix Moriba       | 81' |
| 4  | DEF | Ronald Araújo      | 82' |
| 9  | DEL | Martin Braithwaite | 87' |
| 11 | DEL | Ousmane Dembélé    | 88' |

| 60' · 63' · 68' · 72' | Antoine Griezmann Frenkie de Jong Lionel Messi | 0:1 0:2 0:3 0:4 |

| 39' · 90' | Dani García Yuri Berchiche |

| Principal  | Martínez Munuera  |
| Asistentes | Barbero Sevilla   |
|            | Cabañero Martínez |
| Cuarto     | Cuadra Fernández  |
| Quinto     | Martínez Munuera  |

| VAR            | González González   |
| Asistentes VAR | Iglesias Villanueva |

|                    |     |     |
| Tiros              | 7   | 14  |
| Tiros a puerta     | 1   | 8   |
| Faltas             | 13  | 13  |
| Saques de esquina  | 4   | 4   |
| Penaltis           | 0   | 0   |
| Fueras de juego    | 1   | 2   |
| Posesión del balón | 23% | 77% |

| Alineación inicial |

| 1     | POR   | Unai Simón       |     |
| 18    | DEF   | Óscar de Marcos  |     |
| 6     | DEF   | Yeray Álvarez    | 67' |
| 4     | DEF   | Íñigo Martínez   |     |
| 24    | DEF   | Mikel Balenziaga |     |
| 12    | MED   | Álex Berenguer   | 54' |
| 14    | MED   | Dani García      |     |
| 8     | MED   | Unai López       | 67' |
| 10    | MED   | Iker Muniain     | 46' |
| 9     | DEL   | Iñaki Williams   | 67' |
| 22    | DEL   | Raúl García      |     |
| D. T. | D. T. | Marcelino        |     |

| 1     | POR   | Marc-André ter Stegen |     |
| 28    | DEF   | Óscar Mingueza        | 87' |
| 3     | DEF   | Gerard Piqué          | 82' |
| 15    | DEF   | Clément Lenglet       |     |
| 5     | MED   | Sergio Busquets       |     |
| 2     | MED   | Sergiño Dest          | 74' |
| 21    | MED   | Frenkie de Jong       |     |
| 16    | MED   | Pedri                 | 81' |
| 18    | MED   | Jordi Alba            |     |
| 10    | DEL   | Lionel Messi          |     |
| 7     | DEL   | Antoine Griezmann     | 88' |
| D. T. | D. T. | Ronald Koeman         |     |

| 15 | DEF | Iñigo Lekue      | 46' |
| 6  | MED | Mikel Vesga      | 54' |
| 3  | DEF | Unai Núñez       | 67' |
| 20 | DEL | Asier Villalibre | 67' |
| 17 | DEF | Yuri Berchiche   | 67' |

| 20 | DEF | Sergi Roberto      | 74' |
| 27 | MED | Ilaix Moriba       | 81' |
| 4  | DEF | Ronald Araújo      | 82' |
| 9  | DEL | Martin Braithwaite | 87' |
| 11 | DEL | Ousmane Dembélé    | 88' |

| 60' · 63' · 68' · 72' | Antoine Griezmann Frenkie de Jong Lionel Messi | 0:1 0:2 0:3 0:4 |

| 39' · 90' | Dani García Yuri Berchiche |

| Principal  | Martínez Munuera  |
| Asistentes | Barbero Sevilla   |
|            | Cabañero Martínez |
| Cuarto     | Cuadra Fernández  |
| Quinto     | Martínez Munuera  |

| VAR            | González González   |
| Asistentes VAR | Iglesias Villanueva |

|                    |     |     |
| Tiros              | 7   | 14  |
| Tiros a puerta     | 1   | 8   |
| Faltas             | 13  | 13  |
| Saques de esquina  | 4   | 4   |
| Penaltis           | 0   | 0   |
| Fueras de juego    | 1   | 2   |
| Posesión del balón | 23% | 77% |

| Alineación inicial |

| 1     | POR   | Unai Simón       |     |
| 18    | DEF   | Óscar de Marcos  |     |
| 6     | DEF   | Yeray Álvarez    | 67' |
| 4     | DEF   | Íñigo Martínez   |     |
| 24    | DEF   | Mikel Balenziaga |     |
| 12    | MED   | Álex Berenguer   | 54' |
| 14    | MED   | Dani García      |     |
| 8     | MED   | Unai López       | 67' |
| 10    | MED   | Iker Muniain     | 46' |
| 9     | DEL   | Iñaki Williams   | 67' |
| 22    | DEL   | Raúl García      |     |
| D. T. | D. T. | Marcelino        |     |

| 1     | POR   | Marc-André ter Stegen |     |
| 28    | DEF   | Óscar Mingueza        | 87' |
| 3     | DEF   | Gerard Piqué          | 82' |
| 15    | DEF   | Clément Lenglet       |     |
| 5     | MED   | Sergio Busquets       |     |
| 2     | MED   | Sergiño Dest          | 74' |
| 21    | MED   | Frenkie de Jong       |     |
| 16    | MED   | Pedri                 | 81' |
| 18    | MED   | Jordi Alba            |     |
| 10    | DEL   | Lionel Messi          |     |
| 7     | DEL   | Antoine Griezmann     | 88' |
| D. T. | D. T. | Ronald Koeman         |     |

| 15 | DEF | Iñigo Lekue      | 46' |
| 6  | MED | Mikel Vesga      | 54' |
| 3  | DEF | Unai Núñez       | 67' |
| 20 | DEL | Asier Villalibre | 67' |
| 17 | DEF | Yuri Berchiche   | 67' |

| 20 | DEF | Sergi Roberto      | 74' |
| 27 | MED | Ilaix Moriba       | 81' |
| 4  | DEF | Ronald Araújo      | 82' |
| 9  | DEL | Martin Braithwaite | 87' |
| 11 | DEL | Ousmane Dembélé    | 88' |

| 60' · 63' · 68' · 72' | Antoine Griezmann Frenkie de Jong Lionel Messi | 0:1 0:2 0:3 0:4 |

| 39' · 90' | Dani García Yuri Berchiche |

| Principal  | Martínez Munuera  |
| Asistentes | Barbero Sevilla   |
|            | Cabañero Martínez |
| Cuarto     | Cuadra Fernández  |
| Quinto     | Martínez Munuera  |

| VAR            | González González   |
| Asistentes VAR | Iglesias Villanueva |

|                    |     |     |
| Tiros              | 7   | 14  |
| Tiros a puerta     | 1   | 8   |
| Faltas             | 13  | 13  |
| Saques de esquina  | 4   | 4   |
| Penaltis           | 0   | 0   |
| Fueras de juego    | 1   | 2   |
| Posesión del balón | 23% | 77% |

| Alineación inicial |

|                         |
|                         |
| Campeón F. C. Barcelona |
| 31.° título             |